# Tripwire
Tripwire — программа для мониторинга и предупреждения об изменениях файлов в системе. Проект имеет открытый исходный код (GNU General Public License), основан на разработках компании Tripwire, Inc. начала 2000-х годов.
Tripwire функционирует как хостовая система обнаружения вторжений и ведет наблюдение и анализ изменений файлов внутри системы. Отслеживания сетевого трафика приложение не производит.
Во время установки Tripwire сканирует файловую систему и сохраняет информацию о каждом найденном файле в базе данных. При последующих запусках программа сканирует те же файлы, сравнивает результаты с сохраненными в базе данных и, при необходимости, сообщает об изменениях пользователю. Для проверки целостности данных используется значения хеш-сумм, что позволяет не хранить полное содержимое файлов.
Кроме обнаружения вторжений программа также используется для других целей — обеспечения целостности, управления изменениями и проверок на соответствие политике безопасности.
Название программы вдохновлено концепцией "ловушек" — файлов, которые выглядят как содержащие ценную информацию (например, master-password.txt), но на самом деле пусты. Если злоумышленник попытается их открыть, временная метка файла обновится, и администратор получит уведомление — таким образом, система позволяет своевременно обнаружить и перехватить шпионящего злоумышленника.
Существуют и другие проекты свободного ПО с похожей функциональностью — OSSEC, AIDE и Samhain.